# Zisterzienserinnenkloster Köslin
Das Kloster St. Maria war eine Niederlassung der Zisterzienserinnen in Köslin in Hinterpommern von 1278 bis etwa 1540.

## Lage
Das Kloster befand sich im nordöstlichen Rand der mittelalterlichen Stadt, auf einer Insel (insula sancte Marie), die wahrscheinlich vom Mühlgraben umflossen wurde. Köslin gehörte in dieser Zeit zu den wichtigsten Städten in Hinterpommern.
Erhalten sind nur einzelne Mauerreste in der jetzigen Schlosskirche in der ul. Adama Mickiewicza 22.

## Geschichte
1278 gründete Bischof Hermann von Cammin ein Kloster der Zisterzienserinnen in der nur wenige Jahre zuvor von ihm gegründeten Stadt Köslin. Er stattete es mit einigem Grundbesitz und dem Patronat über die Stadtkirche, einige Dorfkirchen und die Kapelle auf dem Gollen aus. Die ersten Nonnen kamen aus Itzehoe.
Das Kloster erwarb in der nächsten Zeit einen erheblichen Reichtum (u. a. in Jamund).
Um 1400 lebten dort 50 Nonnen.
Über die Auflösung des Konvents sind keine Nachrichten erhalten. 1534 blieben nach der Einführung der Reformation in Pommern die Nonnenklöster zunächst noch erhalten, 1541 wurde das Kloster in Koslin in einem neuen Beschluss aber nicht erwähnt.

## Weitere Nutzung

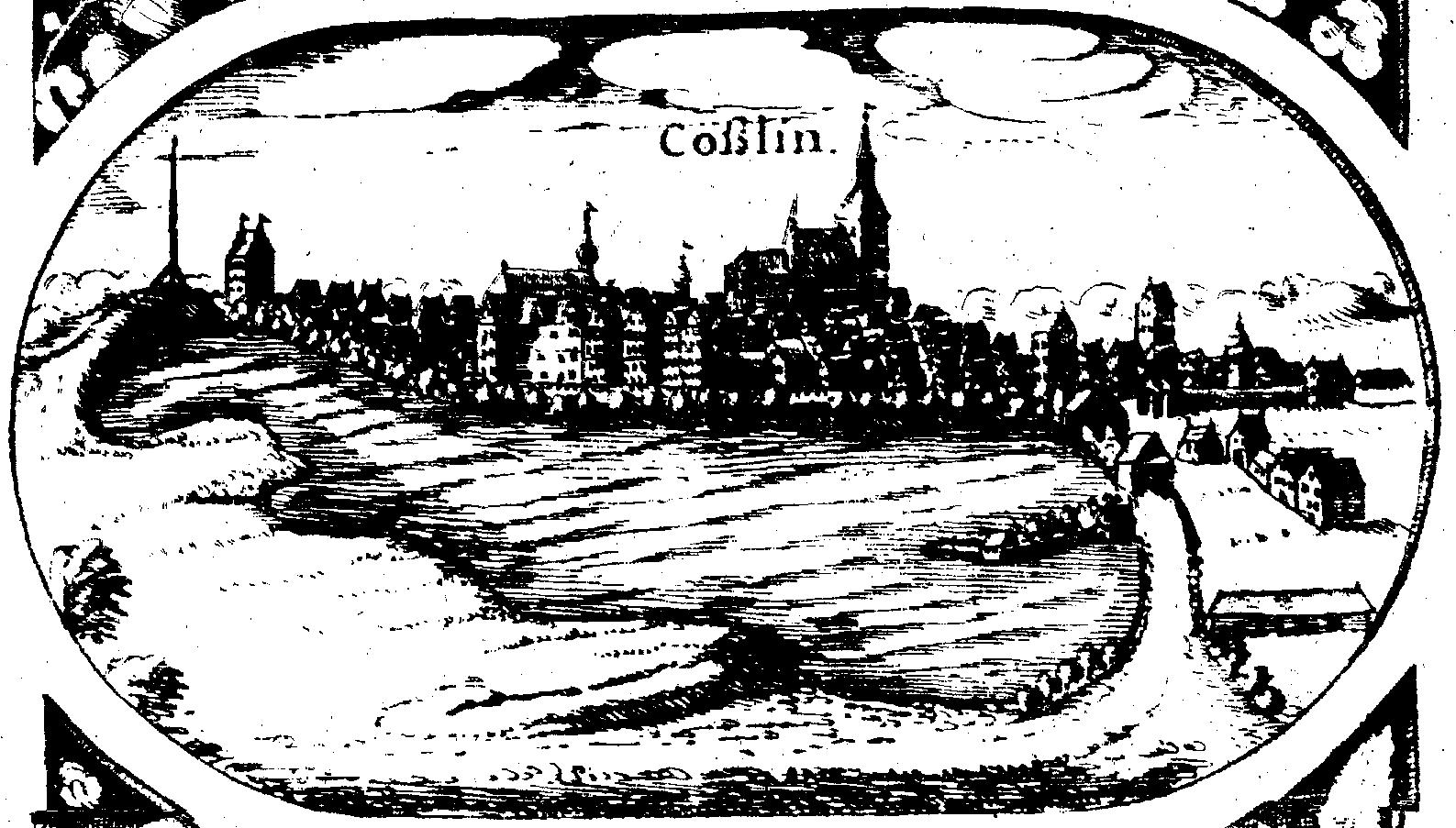
Köslin 1618, das Schloss im Vordergrund, einer der beiden Kirchtürme dahinter war von der Schlosskirche

Die Güter des Klosters gingen teilweise an die Herzöge von Pommern sowie an adlige Besitzer. Die Klostergebäude wurden abgerissen und 1569 dort ein Schloss für die Bischöfe von Cammin gebaut.
Die Klosterkirche wurde 1602/09 umfassend umgebaut und erweitert und ist in dieser Form bis in die Gegenwart erhalten.